# 2. korpus (Pakistan)
2. korpus je operativni korpus Pakistanske kopenske vojske in je eden od štirih oklepnih korpusov.

## Zgodovina
Korpus je sodeloval v vojni leta 1971 in 1999 (v tej vojni celotni korpus ni sodeloval, ampak samo posamezne podrejene enote).

## Organizacija
- Poveljstvo
- 1. oklepna divizija
- 14. pehotna divizija
- 40. pehotna divizija
- Samostojna oklepna brigada
- Samostojna protioklepna brigada
- Samostojna artilerijska brigada
- Samostojna pehotna brigada